# Окулярник китайський
Окулярник китайський (Zosterops simplex) — вид горобцеподібних птахів родини окулярникових (Zosteropidae). Мешкає в Східній і Південно-Східній Азії. Раніше вважався конспецифічним з японським окулярником, однак за результатами молекулярно-філогенетичного дослідження 2018 року був визнаний окремим видом.

## Опис
Верхня частина тіла оливково-зелена. Лоб жовтий. Горло і верхня частина грудей жовті. Гузка жовтувата. Решта нижньої частини тила сірувата. Райдужки карі або жовтувато-карі, дзьоб світло-сірий, лапи сірі. Навколо очей характерні білі кільця. Виду не притаманний статевий диморфізм.

## Підвиди
Виділяють п'ять підвидів:
- Z. s. simplex Swinhoe, 1861 — східний Китай, Тайвань і крайній північний схід В'єтнаму;
- Z. s. hainanus Hartert, E, 1923 — острів Хайнань;
- Z. s. erwini Chasen, 1935 — узбережжя Малайського півострову, Суматра, острови Ріау, острів Банка, острови Бунгуран[en], Борнео;
- Z. s. williamsoni Robinson & Kloss, 1919 — узбережжя Сіамської затоки, західна Камбоджа[5];
- Z. s. salvadorii Meyer, AB & Wiglesworth, 1894 — острів Енгано.

## Поширення і екологія
Китайські окулярники поширені в Китаї, М'янмі, Таїланді, Лаосі, В'єтнамі, Камбоджі, Індонезії, Малайзії, Брунеї і на Тайвані. Вони живуть в тропічних і мангрових лісах, в садах і на плантаціях на висоті до 2590 м над рівнем моря.